# Теплов, Николай Сергеевич
Николай Сергеевич Теплов (1890 — 1920) — капитан 51-го пехотного Литовского полка, герой Первой мировой войны, участник Белого движения.

## Биография
Из потомственных дворян Симбирской губернии. Уроженец той же губернии.
Окончил Симбирский кадетский корпус (1908) и Александровское военное училище (1910), откуда выпущен был подпоручиком в 52-й пехотный Виленский полк.
20 января 1911 года переведен в 51-й пехотный Литовский полк. Произведен в поручики 25 ноября 1913 года.
В Первую мировую войну вступил в рядах 51-го пехотного Литовского полка. Произведен в штабс-капитаны 6 января 1916 года. Удостоен ордена Св. Георгия 4-й степени
За то, что, будучи в чине штабс-капитана начальником пулеметной команды, в бою 22 июля 1916 года на р. Серет, занимая высоту 363 — тактический ключ позиции, под сильным ружейным, пулеметным и артиллерийским огнем тяжелых и легких батарей противника, огнем своих 4-х пулеметов, несмотря на большие, до 50%, потери среди пулеметчиков, отбил 4 атаки противника, веденные в значительных силах, удержал за собой высоту 363 и тем дал возможность подтянуться резервам полка и переправлявшимся через р. Серет частям 34-й пехотной дивизии.
Произведен в капитаны 27 октября 1916 года.
В Гражданскую войну участвовал в Белом движении на Юге России, во ВСЮР и Русской армии — в рядах Литовского пехотного полка. При эвакуации Русской армии остался в Крыму. 20 ноября 1920 года приговорен к ВМН тройкой особой фронтовой комиссии, а 24 ноября расстрелян в Симферополе.

## Награды
- Орден Святой Анны 4-й ст. с надписью «за храбрость» (ВП 4.02.1915)
- Орден Святого Станислава 3-й ст. с мечами и бантом (ВП 17.04.1915)
- Орден Святой Анны 3-й ст. с мечами и бантом (ВП 15.05.1915)
- Орден Святого Станислава 2-й ст. с мечами (ВП 3.09.1916)
- Орден Святой Анны 2-й ст. с мечами (ВП 10.10.1916)
- Орден Святого Георгия 4-й ст. (ПАФ 4.04.1917)